# Birgittaklostret, Tallinn

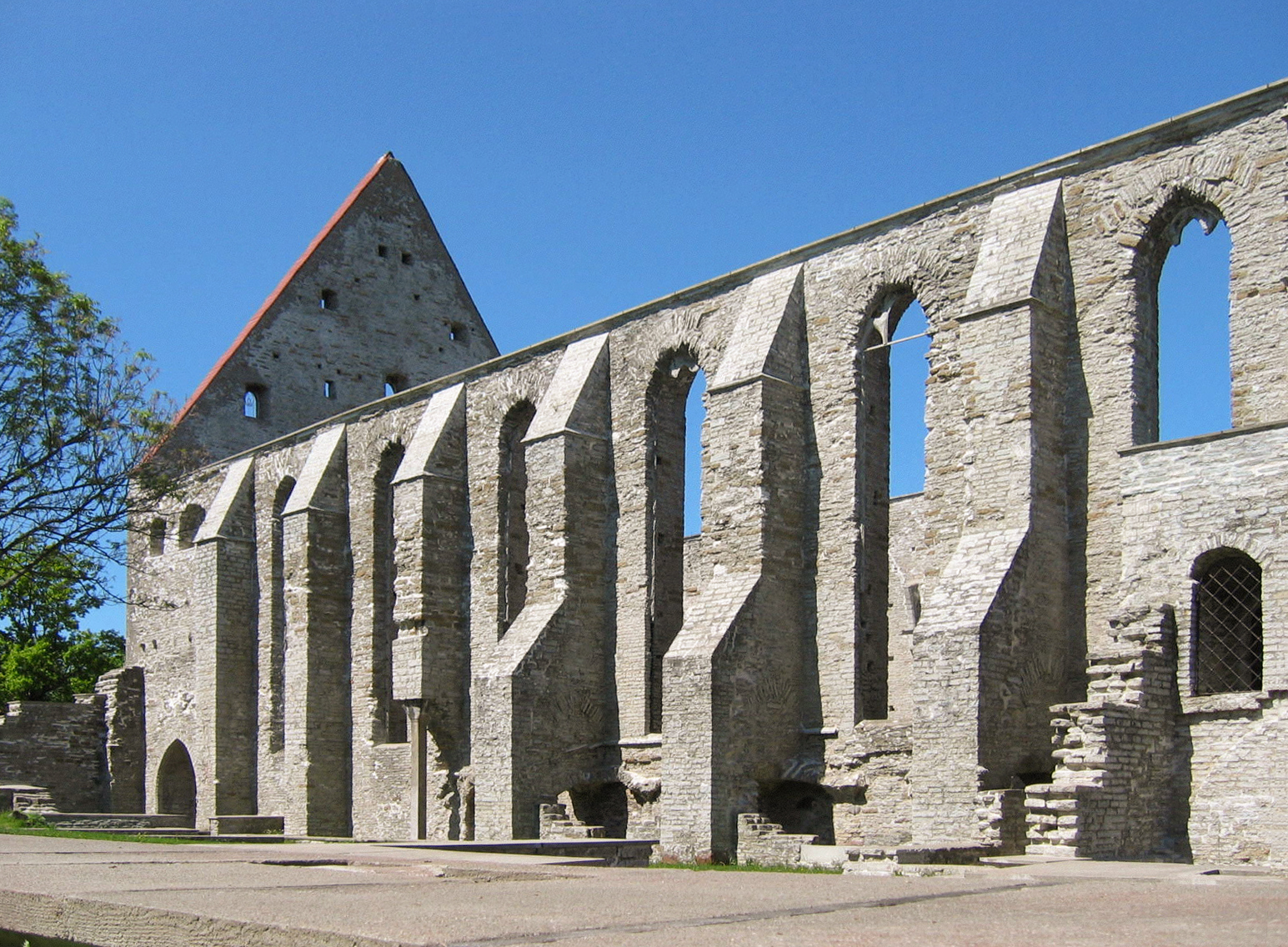
Birgittaklostrets ruin (klosterkyrkan)

Birgittaklostret, Tallinn (på estniska Pirita klooster), i nordöstra Tallinn på den av klostret namngivna platsen Pirita, utgör ruinerna av ett av Nordeuropas största, Birgittinorden tillhörande medeltidskloster som började byggas år 1417 och färdigställdes 1436. Under Livländska kriget och den ryska invasionen av Tallinn i januari år 1575 brändes klostret ner av de ryska styrkorna.   
Bredvid ruinplatsen för det medeltida klostret finns sedan 15 september 2001 också ett nytt kloster där det bor åtta nunnor från Mexiko och Indien. Åren 2001–2004 styrdes det nya klostret av mor Patrizia, sedan år 2004 av mor Riccarda.

## Förteckning över Birgittaklostrets medeltida abbedissor
- 1412 Christina Tocke
- 1438 Kone
- p. 1449 Margarethe Woldicke (?)
- 1458–1462 Kunigunde Orgies
- 1474 Gertrud [Wekebrod]
- 1484 Gertrud
- Gertrud Orgies
- 1504 Birgitta [? Hafvestfer]
- 1526–1545 Birgitte Holstever
- Gertrud von Vietinghof
- 1552?–1555 Margarethe Donhof
- 1564 Magdalena Soie